# Haltestelle Riedenburg

Die Haltestelle Riedenburg an der Bahnstrecke Lindau–Bludenz ist nach dem Bahnhof Bregenz und vor der Haltestelle Bregenz Hafen die zweitgrößte Bahnstation der Vorarlberger Landeshauptstadt Bregenz. Sie wird von den Österreichischen Bundesbahnen (ÖBB) betrieben, liegt auf der Gemarkung der Bregenzer Katastralgemeinde Rieden und ist nach der Sacré Coeur Riedenburg benannt. Bedient wird die Station überwiegend von den Zügen der S-Bahn Vorarlberg sowie diversen Regionalzügen, darüber hinaus halten aber auch einige wenige Fernverkehrszüge in Riedenburg.

## Lage und Ausstattung
Die Haltestelle liegt vor der Abzweigstelle Lauterach Nord, an der die Bahnstrecke St. Margrethen–Lauterach in die Bludenzer Strecke einmündet. In unmittelbarer Nähe befindet sich die Bundeshandelsakademie und Bundeshandelsschule Bregenz, viele Schüler dieser und anderer nahe gelegener Schulen frequentieren diese Haltestelle an Stoßzeiten.
Die Haltestelle hat zwei Ausgänge. Ein Abgang führt zur Schendlingerstraße, wo Übergang zum Stadtbus Bregenz sowie zu einer Linie des Landbus Unterland besteht. Der andere Abgang führt zur Ammianusstraße. Die Haltestelle verfügt über einen Mittelbahnsteig, LCD-Anzeigen für die Fahrgastinformation und einen Fahrstuhl (beim Abgang Schendlingerstraße).

## Geschichte
Als die Vorarlberger Bahn 1872 die Strecke nach Bludenz eröffnete, war das Gebiet um die spätere Betriebsstelle Riedenburg noch unbebaut. Als die, anfänglich als Bahnhof klassifizierte, Station schließlich nachträglich in Betrieb ging, existierte an der 1902 eröffneten Bregenzerwaldbahn bereits die Haltestelle Rieden, weshalb die neue Station nach der Sacré Coeur benannt wurde. Der Bahnhof Riedenburg befand sich ursprünglich am Streckenkilometer 12,7 und wurde 1939 von der Deutschen Reichsbahn zunächst in Riedenburg (Vorarlberg) umbenannt, um Verwechslungen mit der Endstation der Bahnstrecke Ingolstadt–Riedenburg zu vermeiden. Zum 6. Oktober 1941 erfolgte schließlich eine erneute Umbenennung in Bregenz-Riedenburg, bevor die ÖBB nach dem Zweiten Weltkrieg wieder zur angestammten Bezeichnung Riedenburg ohne Zusatz zurückkehrten.
1959 wurde die Station um etwa 300 Meter nördlich an ihren heutigen Standort verlegt. Im alten Stationsgebäude mit der Anschrift Am Stein 30, das erst 1949 in Betrieb ging, ist heute der Modelleisenbahnclub Bregenz untergebracht. Bis 2007 befand sich am heutigen Standort der Haltestelle ebenfalls ein Stationsgebäude, welches aber im Zuge der Modernisierung abgerissen wurde.
Die Haltestelle Riedenburg wurde im Jahr 2007 als erste Haltestelle in Vorarlberg im Zuge des ÖBB-Projekts "Rheintalkonzept Bregenz – Feldkirch" an einheitliche Standards wie Barrierefreiheit, Ausstattung, Wartebereiche und dergleichen angeglichen.

## Verkehr

### Schienenverkehr
Die Haltestelle Riedenburg wird von den Zügen der S-Bahn Vorarlberg bedient. Alle Züge der Linien S1 in Richtung Bludenz und Lindau sowie Züge der Linie S3 in Richtung Bregenz und St. Margrethen machen hier Station. Des Weiteren wird die Haltestelle Riedenburg von allen REX- und R-Zügen in Richtung Lindau, Bludenz, Schruns und Feldkirch bedient. Manche S-Bahn-Züge werden nach Schruns durchgebunden.
Im Fernverkehr halten in Riedenburg der frühmorgendliche Railjet Xpress 863 in Fahrtrichtung Flughafen Wien, der ICE 118 Innsbruck Hbf–Münster Hbf und die Züge der Westbahn.
| Zuggattung/Linie | Verlauf | Takt                                                    |
| ---------------- | --- | ------------------------------------------------------- |
| ICE 32           | (Dortmund → Hagen → Wuppertal → Solingen) / (Münster ← Recklinghausen ← Wanne-Eickel ← Gelsenkirchen ← Duisburg ← Düsseldorf) – Köln Messe/Deutz – Siegburg/Bonn – Montabaur – Wiesbaden – Mainz – Mannheim – Heidelberg – Stuttgart – Ulm – Biberach – Ravensburg – Friedrichshafen – Lindau-Reutin – Bregenz – (Riedenburg ←) Dornbirn – (Hohenems ← Rankweil ←) Feldkirch – Bludenz – Langen – St. Anton – Landeck-Zams – Ötztal – Innsbruck | Ein Zugpaar (ICE 118/119) täglich                       |
| Westbahn         | Wien Westbahnhof – Wien Hütteldorf – St. Pölten – Amstetten – Linz – Wels – Attnang-Puchheim – Vöcklabruck – Salzburg – Kufstein – Wörgl – Jenbach – Innsbruck Hauptbahnhof – Innsbruck Westbahnhof – Imst-Pitztal – Landeck-Zams – St. Anton am Arlberg – Bludenz – Frastanz – Feldkirch – Rankweil – Götzis – Altach – Hohenems – Dornbirn – Riedenburg – Bregenz (– Lindau-Reutin – Lindau-Insel)                                            | Zwei Zugpaare täglich                                   |
| REX 1            | Lindau-Insel – Lindau-Reutin – Lochau-Hörbranz – Bregenz Hafen – Bregenz – Riedenburg – Dornbirn – Hohenems – Götzis – Rankweil – Feldkirch – Frastanz – Nenzing – Bludenz | 30 Minuten (außer bei Überschneidung mit einem Railjet) |
| S 1 R 1          | (Lindau-Insel – Lindau-Reutin – Lochau-Hörbranz –) Bregenz Hafen – Bregenz – Riedenburg – Lauterach – Wolfurt – Schwarzach – Haselstauden – Dornbirn – Dornbirn-Schoren – Hatlerdorf – Hohenems – Altach – Götzis – Klaus in Vorarlberg – Sulz-Röthis – Rankweil – Feldkirch Amberg – Feldkirch – Frastanz – Schlins-Beschling – Nenzing – Ludesch – Nüziders – Bludenz                                                                         | 30 Minuten (an Wochenendnächten 60 Minuten)             |
| S 3              | (Lochau-Hörbranz – Bregenz Hafen) – Bregenz – Riedenburg – Lauterach Unterfeld – Hard-Fußach – Lustenau – St. Margrethen | 30 Minuten (abends und an Sonntagen 60 Minuten)         |

Stand: Dezember 2024

### Busverkehr
Die Haltestelle Riedenburg wird vom Stadtbus Bregenz sowie vom Landbus Unterland bedient.
| Linie   | Verlauf                                                                    | Taktfrequenz                               |
| ------- | -------------------------------------------------------------------------- | ------------------------------------------ |
| 103 104 | Busse in Richtung Bregenz Bahnhof sowie Achsiedlung                        | je Linie ein durchgehender Halbstundentakt |
| 130     | Bregenz Bahnhof – Bregenz Riedenburg – Hard – Lauterach – Dornbirn Bahnhof | 30 Minuten                                 |